# Pteris tahuataensis
Pteris tahuataensis ist eine Pflanzenart aus der Gattung der Pteris innerhalb der Familie der Saumfarngewächse (Pteridaceae). Sie ist nur vom Typusfundort auf der Insel Tahuata, die zu den Marquesas-Inseln im südlichen Pazifik gehört, bekannt.

## Beschreibung

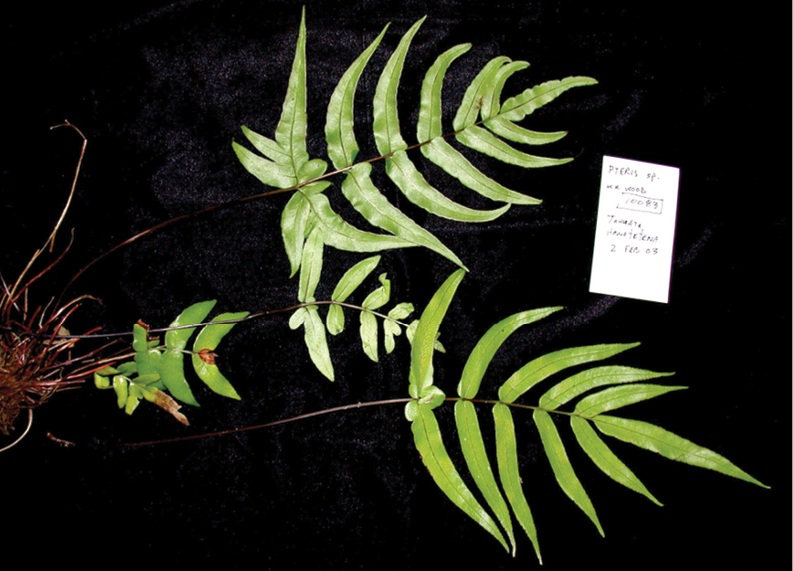
Farnwedel

Pteris tahuataensis ist eine ausdauernde krautige Pflanze. Sie wächst als terrestrischer oder lithophytischer Farn. Er bildet ein kriechendes bis halb aufrechtes, 2 bis 5 Zentimeter langes Rhizom, welches mit feinen Haaren bedeckt ist und einen Durchmesser von 1 bis 3 Zentimetern besitzt. Die goldbraunen Haare an dem Rhizom sind bei einer Länge von 0,1 bis 0,25 Zentimeter nadelförmig.
An jedem Rhizom stehen hängende Wedel in Gruppen von 15 bis 20 zusammen, welche mit dem Stiel bis 35 bis 125 Zentimeter lang sind. Die dunkel kastanienbraunen bis strohgelben Wedelstiele sind etwa halb so lang wie die Wedel und rund 0,4 Zentimeter dick. Die Wedelstiele sind an der Oberseite gefurcht und an der Basis mit wenigen hellbraunen Schuppen bedeckt, welche bei einer Länge von 3 bis 5 Millimetern und einer Breite von 0,3 bis 0,5 Millimetern linealisch bis linealisch-lanzettförmig geformt sind. Die Stängel sind auch spärlich mit warzenartigen Drüsen bedeckt.
Die ein- bis zweifach gefiederten Wedel sind bei einer Länge von 18 bis 65 Zentimetern sowie einer Breite von 12 bis 35 Zentimetern eiförmig und enthalten fünf bis sieben Paare an fast gegenständig angeordneten, pergamentartigen Fiederblättchen. Die untersten ein bis drei Paare der nicht gegliederten Fiederblättchen werden bis zu 34 Zentimeter lang, sind ein- bis zweifach gefiedert und sitzen am Wedelstiel auf oder stehen an einem bis zu 9 Millimeter langen Stiel. Sie haben eine stumpfe bis gestutzt zulaufende Basis, eine spitz, zugespitzt oder keilförmig zulaufende Spitze sowie einen gekerbten oder gezähnten Blattrand. Die Basis kann zudem geöhrt sein, zwei bis drei Paare an sichelförmigen Lappen aufweisen oder sie kann gelegentlich auch in sichelförmige Fiederlappen auffächern. Diese Fiederlappen werden 5 bis 13 Zentimeter lang und 1,4 bis 1,7 Millimeter breit, wobei man die längsten auf der unteren Seite des untersten Fiederblattpaares findet. Die oberen drei bis fünf Paare an einfachen Fiederblättchen sind bei einer Länge von bis zu 23 Zentimeter sichelförmig und sitzen am Wedelstiel auf. Sie haben eine stumpfe bis gestutzt zulaufende, manchmal auch geöhrte Basis, eine keilförmig bis zugespitzt zulaufende Spitze sowie einen gekerbt bis gezähnten Blattrand. Das einzelne, endständige Fiederblatt des Wedels wird 6,5 bis 23 Zentimeter lang und 1 bis 2,5 Zentimeter breit. Es ist frei stehend, kann an der Basis aber auch mit dem darunter liegenden Fiederblattpaar verwachsen sein. Die zugespitzte Blattspitze ist gekerbt und die in der Färbung dem Wedelstiel ähnelnden Blattadern sind an der Blattoberseite gerillt, während sie auf der Unterseite abgerundet sind.
Die Sori werden von einem olivfarbenen Indusium bedeckt und werden zusammen mit diesem 0,5 bis 0,9 Millimeter groß. Sie fehlen normalerweise an den Spitzen der Blättchen. Die Sporen sind kastanienbraun gefärbt.

## Vorkommen
Pteris tahuataensis ist ein Endemit der Insel Tahuata, die zu den Marquesas-Inseln im südlichen Pazifik gehört. Pteris tahuataensis wurde bisher in drei Populationen in Höhenlagen von 418 bis 914 Metern gefunden. Diese Populationen liegen innerhalb von halbtrockenen bis feuchten Wäldern und Buschländern, wo sie an windexponierten Felswänden aus Basalt, aus denen Wasser austritt, wachsen. Die umliegende Vegetation wird unter anderem von Cerbera manghas, Crossostylis biflora, Cyclophyllum barbatum, Ficus prolixa, Freycinetia-Arten, Leptochloa marquisensis, Metrosideros collina, Myrsine grantii, Pandanus tectorius, Reynoldsia marchionensis, dem Waschnussbaum (Sapindus saponaria), Selliguea feeioides, dem Lindenblättrigen Eibsch (Talipariti tiliaceum), Weinmannia marquesana, Xylosma suaveolens sowie verschiedenen Moos- und Flechtenarten gebildet.

## Systematik
Die Erstbeschreibung von Pteris tahuataensis erfolgte 2011 durch David H. Lorence und Kenneth Richard Wood in PhytoKeys, Nummer 4, Seite 33. Das Artepitheton tahuataensis verweist auf die Insel Tahuata, auf welcher diese Art endemisch ist.